# Robbie Jansen
Robbie Jansen (* 1949 in Kapstadt; † 7. Juli 2010 ebenda; gebürtig: Robert Edward Jansen) war ein südafrikanischer Musiker (Altsaxophon, Flöte, Gesang), der insbesondere als Pionier des Cape-Jazz Beachtung gefunden hat.

## Leben und Wirken
Jansen erlernte als Autodidakt Akkordeon und Mundharmonika, bevor er zur Gitarre wechselte. Er begann seine Karriere als Gitarrist bei den Rockets, die britische Pop- und Beatmusik spielten. Auf einer Reise der Band nach London kam er erstmals in Kontakt mit afroamerikanischer Musik. Er lernte Saxophon und beschäftigte sich mit dem Modern Jazz. In den frühen 1970er Jahren spielte er bei Oswietie und mit Abdullah Ibrahim; er war zunächst an dessen legendärem Album Mannenberg Is Where It’s Happening (1974) beteiligt. Gemeinsam mit Basil Coetzee und Jack Momple gründete er die Fusionband Pacific Express, die mit Chris Schilder auf Erfolgskurs ging. 1979 wurde er Mitglied von Johnny Cleggs und Sipho Mchunus Gruppe Juluka und blieb dort bis 1981. Weiterhin arbeitete er mit Russell Hermans Estudio. Seitdem verfolgte er seine Solokarriere mit den eigenen Gruppen The Hearthrob und später Sons of Table Mountain, mit denen er auch in Kuba und der Schweiz (2004) auftrat. Daneben spielte er auch bei Sabenza, mit denen er Ende der 1980er Jahre zweimal in Europa war. Anfang der 1990er Jahre kam es auch zur neuerlichen Zusammenarbeit mit Abdullah Ibrahim (Mantra Mode, 1991).
Krankheitsbedingt konnte Jansen seit 2007 keine Auslandstourneen mehr unternehmen. Im Juni 2010 trat er während der Fußball-Weltmeisterschaft 2010 beim FIFA-Fanfest in Kapstadt vor 25.000 Menschen auf.

## Diskographische Hinweise
- Vastrap Island (1989)
- The Cape Doctor (mit Alex van Heerden, Jack Momple und Steven Erasmus, 1998)
- Praises (mit Alex van Heerden, Hilton Schilder, Brydon Bolton, Ivan Bell und Jack Momple, 1998)
- Nomad Jez (2006, mit dem South African Music Award (SAMA) ausgezeichnet)